# Chondrina massotiana
Chondrina massotiana is een slakkensoort uit de familie van de Chondrinidae. De wetenschappelijke naam van de soort is voor het eerst geldig gepubliceerd in 1863 door Bourguignat.